# 粂川光樹
粂川 光樹（くめかわ みつき、1932年2月22日 - 2018年12月20日）は、日本の作家、国文学者。明治学院大学名誉教授。

## 来歴
京都市生まれ。東京大学国文科卒、同大学院修士課程修了、五味智英に師事して上代文学を専攻、かたわら同人誌『半世界』に小説を発表、長谷川泉の経営する医学書院に秦恒平と同期入社。1965年「極東語学校夜話」で直木賞候補となる。同年プリンストン大学専任講師として渡米、1969年帰国し、関東学院女子短期大学、フェリス女学院大学に勤め、1981年シンガポール大学講師、1986年帰国し、東京大学留学生教育センター講師、明治学院大学国際学部教授。
2002年定年退職し、2007年『上代日本の文学と時間』（笠間書院）を上梓。また2009年、夏目漱石『明暗』の続きを20年かけて書き継いだ『明暗 ある終章』（論創社）を刊行した。
2018年12月20日、膵臓癌のため死去、86歳。